# François Hesnault
François Hesnault, född 30 december 1956 i Neuilly-sur-Seine, är en fransk racerförare.

## Racingkarriär
Hesnault tävlade i formel 1 som försteförare i Ligier säsongen 1984. Han debuterade i Brasilien 1984. Han råkade dock ut för att bli petad av stallet i sitt hemmalopp för att andreföraren Andrea de Cesaris skulle få starta, trots att denne hade en sämre startposition. Hesnault blev förståeligt nog arg och lämnade stallet efter säsongen. Året därpå körde han några lopp för Brabham och Renault. Hesnaults F1-karriär avslutades i Tyskland 1985.

## F1-karriär
| Säsong | Stall/Tillverkare   | Poäng | Placering |
| ------ | ------------------- | ----- | --------- |
| 1984   | Ligier-Renault      | 0     | –         |
| 1985   | Brabham-BMW Renault | 0     | –         |